# Мей (остров, Великобритания)
Мей (англ. Isle of May) — один из нескольких островов, расположенных в заливе Ферт-оф-Форт у восточных берегов Шотландии. Он составляет 1,8 км в длину и меньше чем полкилометра в ширину. Остров является собственностью и управляется организацией Scottish Natural Heritage (англ. Scottish Natural Heritage) в качестве национального заповедника.
Большинство посетителей острова дневные, хотя до шести часов они могут оставаться в обсерватории. Единственный способ туда добраться - это паром, 45 минут езды от малых портов Анстратер и Крейл. Остров закрыт для посетителей с 1 октября до 1 мая, чтобы не создавать помех для большого числа детенышей тюленей.
В настоящее время на острове нет постоянных жителей, но в Средние века на острове располагался монастырь святого Адриана (St. Adrian's Priory).

## География и геология
Остров расположен в заливе Ферт-оф-Форт у восточных берегов Шотландии. Находится примерно в 8 километрах от побережья области Файф.
Скалы острова являются "мелкозернистыми базальтовыми тёмно-серого цвета с оттенками зелёного». Существует полуостров на севере, известный как Рона и являющийся почти отдельным островом.

## История
Этимология названия острова является спорной, но, возможно, она старо-норманнского происхождения и в переводе с языка norraen tunga означает «остров чаек». Впрочем, народная этимология утверждает, что «May» происходит от слова «maiden», что на диалекте шотландцев-лаулендеров означает «дева». Учитывая, что археология показала, что это было место древних паломничеств и захоронений, не исключено, что название относится к языческим жрицам... Или же «May» происходит от гэльского слова «Magh» - «равнина». Следует учесть, что другие острова Ферт-оф-Форта носят гэльские имена...
На острове имеется древний курган (радиоуглеродное датирование костей показало их возраст от VII до X веков, но некоторые предметы позволяют предположить, что курган может быть старше).
На острове Мей предположительно захоронены мощи Святого Этернана (Ethernan) который жил там и умер примерно в 669 году. На острове располагалась одна из самых ранних христианских церквей в Шотландии, основанная в IX веке - предположительно Святым Монаном, успешно проповедовавшим здесь. Древняя церковь была расширена в XII веке Давидом Первым... На острове также особо почитаема капелла Св. Адриана Мейского, убитого в 875 году вторгшимися сюда датчанами. В связи с вышеизложенным, остров в Средние века был популярным местом паломничества.

В «Оркнейской саге» (Orkneyinga saga) описывается посещение острова Мей викингами XII века Свеном Аслейвссоном (Sweyn Asleifsson) и Маргадом Гримссоном (Margad Grimsson), случившееся после того, как они были изгнаны из страны Оркнэ ярлом Рёгнвальдом Кали Кольссоном (Rögnvald Kali Kolsson) и плыли вдоль восточных берегов Шотландии: 
Они шли под парусами на юг, мимо Шотландии, покуда не достигли Мэ-Эйи. Был там монастырь, возглавляемый аббатом по имени Балдуин (Baldwin). Свен и его мужи задержались здесь на семь ночей из-за ужасной погоды. Монахам они сказали, что посланы ярлом Рёгнвальдом к королю шотландцев. Но монахи усомнились в их рассказе, подумали, что это пираты, - и послали на большую землю за подмогой. Когда же Свен и его товарищи узнали об этом, они быстро погрузились на борт своего корабля, после разграбления множества монастырских сокровищ. Они проследовали вглубь Мюркви-фьорда (Myrkvifjörð и прибыли в Эдинбург, где и встретились с Давидом, королём шотландцев. Он хорошо принял Свена и предложил остаться погостить у него. Свен сказал королю о причине визита, о том, что произошло между ним и ярлом Рёгнвальдом перед тем, как они расстались, а также рассказал о разграблении Мэ-Эйи. Свен и Маргад остановились у короля шотландцев, который выказал своё гостеприимство. Король Давид послал одного их своих мужей к тем, кого Свен ограбил, и велел им подсчитать размер убытков, и затем возместил все их потери из своей казны.
 Однако, имя аббата Балдуина отсутствует в местных источниках. Не исключено, впрочем, что под «Балдуином» подразумевался Св. Балдред (St Baldred)...
Епископ Вишарт (Wishart) из города Сент-Андрюс купил монастырь в середине XIII века. Монастырские корпуса были окончательно переданы городу Сент-Андрюс в 1318 году, а монахов перевели в Питтенуим.
В 1549 г. остров Мей приобрёл Патрик Лермонт (Patrick Learmonth). Он воздвиг в пределах бывшего монастыря круглую башню с бойницами. Однако, через два года Лермонт продал остров Эндрю Бальфуру оф Маунткьюэни (Andrew Balfour of Mountquhanie), скончавшемуся в 1570-м.
Первый маяк в Шотландии был сооружён на острове Мей в 1635 или 1636 году шотландскими судовладельцами Джеймсом Максвеллом из Иннервика (James Maxwell of Innerwick), Джоном Каннингхэмом и Александром Каннингхэмом (Cunningham). В 1791 году на острове Мэй, Шотландия, произошла трагедия: смотритель маяка, его жена и четверо детей погибли от угарного газа. Выжил только младенец.
В 1814 г. здесь был построен второй маяк, известный как Northern Lighthouse Board. В 1816 г. его посетил, в ходе инспекторской поездки, Роберт Стивенсон-старший. В 1836 г. на Северном маяке были установлены новые линзы.
В последний год Первой мировой войны, 1 февраля 1918 г. в здешних водах произошли трагические манёвры королевского флота, вошедшие в историю как Битва у острова Мэй.
В 1956 году остров был передан Национальному Заповедному Фонду Соединённого королевства (National Nature Reserves in the United Kingdom) и управляется Nature Conservancy Council (англ. Nature Conservancy Council).

## Внешние ссылки
- Details of the National Nature Reserve. Архивировано из оригинала 7 октября 2007 года.
- Scottish Seabird Centre
- Isle of May Ferry
- British Archaeology, no 18, October 1996: News Архивная копия от 19 июля 2012 на Wayback Machine
- Lighthouse depot database
- Electric Scotland
- Indicator loops of the Royal Navy at May Island